# Station Éghezée
Station Éghezée is een voormalig spoorwegstation langs spoorlijn 142 (Namen - Tienen) in de gemeente Éghezée.